# Мёртвый объём водохранилища
Мёртвый объём водохранилища — несрабатываемая в нормальных условиях эксплуатации часть ёмкости водохранилища, ограниченная сверху горизонтом (уровнем) мертвого объёма (УМО).
Мёртвый объём не участвует в регулировании стока, но имеет большое практическое значение. Величина мертвого объёма определяется расчетами заиления, санитарно-техническими требованиями и другими водохозяйственными соображениями.
Допуская гибкость в будущих изменяющихся условиях работы сооружений, мёртвый объём нередко делится на две части. Верхняя часть при необходимости может быть в дальнейшем сработана (что предусматривается заложением водозаборных отверстий) или опорожнена. Нижняя часть, ограниченная сверху уровнем дна водоспуска, не может быть ни сработана, ни опорожнена.
Частота случаев сработки водоема до горизонта мертвого объёма зависит от степени регулирования и режима речного стока. При регулировании стока только в пределах года сработка до горизонта мертвого объёма или до близких к нему уровней происходит почти ежегодно. При регулировании, охватывающем целый период маловодных лет, сработка до горизонта мертвого объёма происходит только в конце таких периодов, то есть редко.
Основным фактором при выборе мертвого объёма является отложение наносов.
Кроме этого, на выбор мертвого объёма влияют:
1. обеспечение напора
2. обеспечение судоходства
3. обеспечение ирригационного командования
4. учёт высоты водоподъема
5. санитарно-технические условия
6. рыбное хозяйство
7. высотное расположение водоприёмников